# Stedelijk gebied

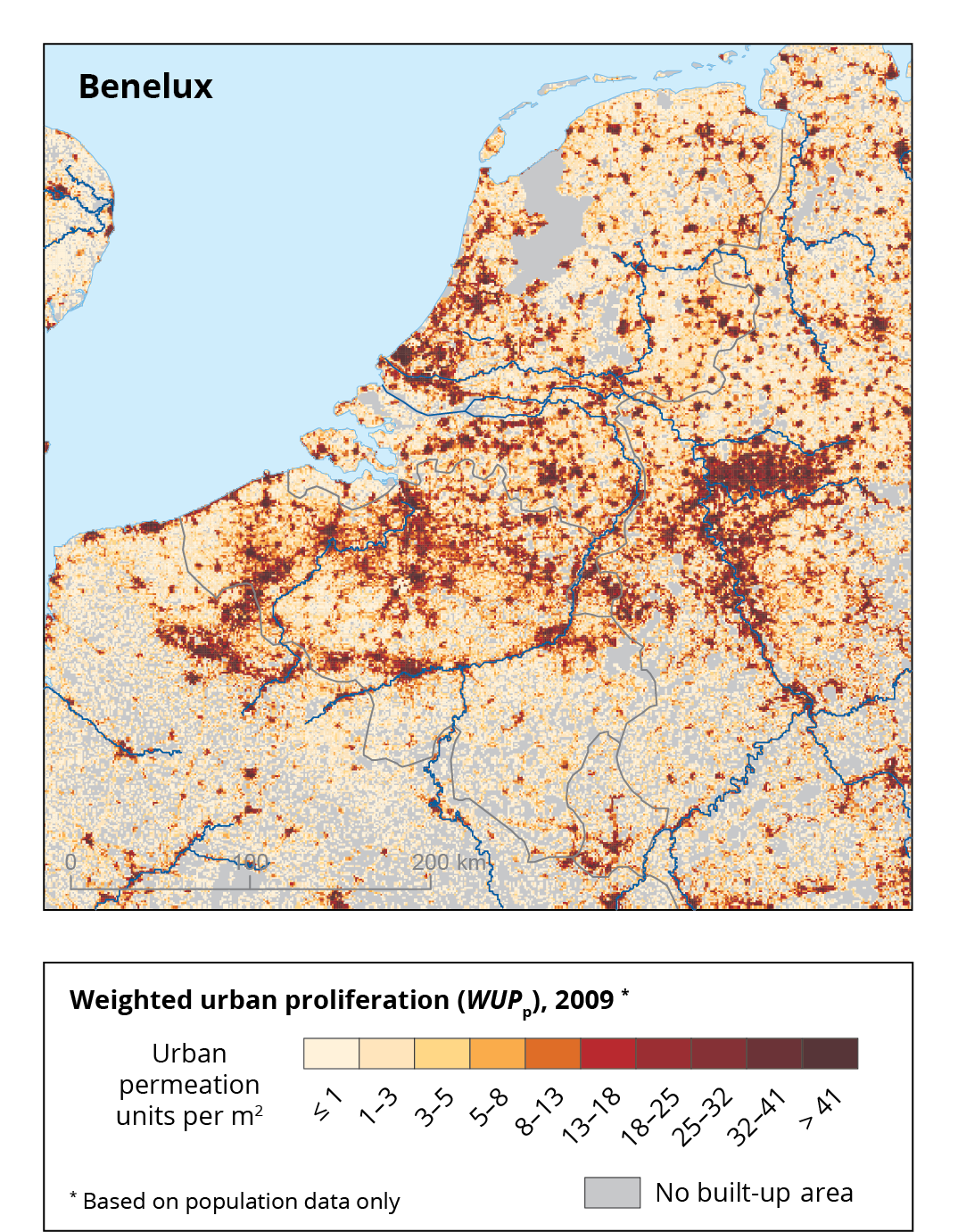
De Benelux heeft een grote urbanisatiegraad. In Vlaanderen is er tussen de grote steden meer nevelgebied dan in Nederland door de ruimtelijke versnippering.

Een stedelijk gebied, urbaan gebied of stadsgewest is een gebied met een ten opzichte van de omgeving verhoogde urbanisatiegraad.
Stedelijke gebieden zijn er in vele vormen en formaten. Dit kan een enkele alleen liggende en ten opzichte van de omgeving grote stad zijn, een apart liggende agglomeratie zoals het stedelijk gebied van Brussel, maar ook een aaneenschakeling van agglomeraties (conurbatie), zoals het concept van de Randstad in het westen van Nederland. Het begrip kan zelfs gebruikt worden voor een groep stedelijke gebieden met daartussenin nog steeds een verhoogde urbanisatiegraad, zoals grote delen van West-Europa of de BosWash in het oosten van de Verenigde Staten. Uiteindelijk komt het er dus op neer vanuit welk perspectief men een stedelijk gebied bekijkt.
In dit artikel wordt het stadsgewest besproken, een stedelijke structuur die de fysieke agglomeratie van een stad functioneel overstijgt. In een stadsgewest gedragen de inwoners zich alsof zij in één stad wonen. Dat wil zeggen dat de bewoners wonen, werken, winkelen en recreëren binnen het stedelijk gebied en zich in hun dagelijks leefpatroon voornamelijk binnen het stadsgewest verplaatsen.

## Vervoer
De kracht van een stad ligt onder meer in het feit dat de bewoners zich binnen de stad bewegen zodat een intensieve interactie ontstaat tussen de bewoners. In een traditionele stad verplaatsten de inwoners zich hoofdzakelijk te voet. De omvang van traditionele steden is daarom beperkt tot een half uur gaans (circa drie kilometer). Uitgestrekte stedelijke gebieden konden ontstaan doordat snelle vervoerwijzen beschikbaar kwamen (trein, tram en auto) waardoor bewoners zich binnen hetzelfde tijdbudget over veel grotere afstanden konden verplaatsen. Zo kon het dagelijks leefpatroon van de bewoners zich over een veel groter gebied uitstrekken en werd een intensieve interactie tussen veel grotere aantallen inwoners mogelijk. Deze interactie heeft meerwaarde omdat zij culturele en economische ontwikkeling mogelijk maakt. Naarmate de stad groeit, worden de verkeerssystemen uitgebreid naar de grotere reikwijdte van het stedelijk gebied. Het probleem hierbij is dat deze systemen eigenlijk te langzaam zijn; grote stedelijke gebieden hebben behoefte aan vervoersystemen die specifiek zijn toegesneden op hun behoefte met een voldoende hoge commerciële snelheid. Dergelijke systemen, zoals een metro of lightrail, worden ook wel aangeduid met de term stadsgewestelijk vervoer. Voorbeelden zijn de ontwikkelingen van het Gewestelijk ExpresNet en Brabantnet rond Brussel.

## Stadsgewesten in België
In België wordt een stadsgewest gedefinieerd als de hele ruimtelijk vergrote structuur, waarbinnen de ‘uiteengelegde’ basisactiviteiten van de stedelijke gemeenschap, namelijk wonen, werken, opvoeden, winkelen, cultuurbeleving en ontspanning, in overwegende gelokaliseerd zijn.
Volgens de meeste recente cijfers telt Vlaanderen 12 stadsgewesten: Antwerpen, Gent, Leuven, Brugge, Kortrijk, Mechelen, Hasselt, Oostende, Genk, Sint-Niklaas, Turnhout en Roeselare. Het Brussels stadsgewest overschrijdt de grenzen van de drie Belgische regio's. Elk stadsgewest wordt gevormd door een kernstad tezamen met zijn stadsrand en banlieue. 10 Vlaamse stadsgewesten hebben een regionale stad als centrale stad; Antwerpen en Gent worden beschouwd als een grote stad.
De stadsgewesten werden in 1979 voor het eerst afgebakend door prof. dr. Herman Van der Haegen op basis van de volkstelling van 1970.
Er werden toen 15 stadsgewesten afgebakend. De status van stadsgewest en de omvang ervan wordt regelmatig herzien. In 1981 kwam men tot 17 stadsgewesten. De laatste herziening dateert van 2007 op basis van de gegevens van de sociaal-economische enquête van 2001. Zo werd in vergelijking met 1991 het stadsgewest Hasselt-Genk gesplitst omdat er sprake was van twee onafhankelijke kernen en invloedssferen. Ook Turnhout behaalde de status van stadsgewest terwijl La Louvière deze verloor.
Stadsgewesten hebben geen wettelijke status in België. De kernsteden van een stadsgewest mogen niet verward worden met het begrip centrumstad, een door de Vlaamse Overheid gehanteerd begrip bij de toewijzing van fondsen voor het Vlaamse stedenbeleid. Zo is Aalst erkend als centrumstad maar heeft het geen stadsgewest omdat het in de schaduw van Brussel ligt, zonder zichtbare suburbanisatie.

## Stedelijke gebieden in Nederland

### Metropoolregio Amsterdam
De Metropoolregio Amsterdam is een bestuurlijk samenwerkingsverband van de stad Amsterdam en een lokale en regionale overheden in het noordelijke deel van de Randstad. De Metropoolregio bestaat sinds eind 2007 als opvolger van het Noordvleugeloverleg en overstijgt de agglomeratie van Amsterdam. De regio presenteert zich in het buitenland als Amsterdam Metropolitan Area.

### Metropoolregio Rotterdam Den Haag
De Metropoolregio Rotterdam Den Haag (MRDH) is een samenwerking van een aantal gemeenten in het zuidelijke deel van de Randstad. Het is een samenvoeging van de voormalige plusregio's Stadsregio Rotterdam en Stadsgewest Haaglanden en bestaat in totaal uit 21 gemeenten met in totaal tegen de 2,5 miljoen inwoners.

### Deltametropool
De ambitie van veel bestuurders in de Randstad is het gebied te laten functioneren als één metropool die kan concurreren met de grootste agglomeraties in de wereld. Deze ambitie wordt aangeduid met de term Deltametropool.

### Stadsgewesten
| Provincie     | Stadsgewest      | Aangesloten gemeenten | Inwonertal |
| ------------- | ---------------- | --- | ---------- |
| Noord-Holland | Amsterdam        | Almere, Amstelveen, Diemen, Haarlemmermeer, Landsmeer, Muiden, Oostzaan, Ouder-Amstel, Purmerend, Waterland, Wormerland, Zaanstad, Zeevang                        | 1.647.640  |
| Zuid-Holland  | Rotterdam        | Albrandswaard, Barendrecht, Brielle, Capelle a/d IJssel, Hellevoetsluis, Krimpen a/d IJssel, Maassluis, Nissewaard, Ridderkerk, Schiedam, Vlaardingen, Westvoorne | 1.211.523  |
| Zuid-Holland  | Den Haag         | Delft, Leidschendam-Voorburg, Midden-Delfland, Pijnacker-Nootdorp, Rijswijk, Wassenaar, Westland, Zoetermeer                                                      | 1.162.006  |
| Utrecht       | Utrecht          | De Bilt, Bunnik, Houten, IJsselstein, Nieuwegein, Stichtse Vecht, Zeist                                                                                           | 667.049    |
| Noord-Holland | Haarlem          | Beverwijk, Bloemendaal, Castricum, Haarlemmerliede en Spaarnwoude, Heemskerk, Heemstede, Uitgeest, Velsen, Zandvoort                                              | 424.601    |
| Noord-Brabant | Eindhoven        | Best, Geldrop-Mierlo, Nuenen, Gerwen en Nederwetten, Son en Breugel, Valkenswaard, Veldhoven, Waalre                                                              | 423.414    |
| Groningen     | Groningen        | Bedum, Ten Boer, Haren, Leek, Marum, Noordenveld, Tynaarlo, Winsum, Zuidhorn                                                                                      | 363.924    |
| Gelderland    | Arnhem           | Duiven, Lingewaard, Overbetuwe, Renkum, Rheden, Rozendaal, Westervoort                                                                                            | 363.780    |
| Zuid-Holland  | Leiden           | Katwijk, Leiderdorp, Noordwijk, Oegstgeest, Teylingen, Voorschoten, Zoeterwoude                                                                                   | 348.220    |
| Noord-Brabant | Breda            | Drimmelen, Etten-Leur, Oosterhout, Zundert | 326.764    |
| Overijssel    | Enschede         | Borne, Hengelo, Losser, Oldenzaal | 316.323    |
| Noord-Brabant | Tilburg          | Gilze en Rijen, Goirle, Hilvarenbeek, Oisterwijk | 303.203    |
| Utrecht       | Amersfoort       | Bunschoten, Leusden, Nijkerk, Soest | 290.420    |
| Zuid-Holland  | Dordrecht        | Alblasserdam, Hardinxveld-Giessendam, Hendrik-Ido-Ambacht, Papendrecht, Sliedrecht, Zwijndrecht                                                                   | 287.608    |
| Gelderland    | Nijmegen         | Beuningen, Heumen, Mook en Middelaar, Wijchen | 262.282    |
| Limburg       | Parkstad         | Beekdaelen, Brunssum, Heerlen, Kerkrade, Landgraaf, Simpelveld, Voerendaal                                                                                        | 256.052    |
| Gelderland    | Apeldoorn        | Epe, Voorst | 215.291    |
| Noord-Brabant | 's‑Hertogenbosch | Sint-Michielsgestel, Vught | 205.984    |
| Limburg       | Maastricht       | Eijsden-Margraten, Meerssen, Valkenburg aan de Geul | 183.214    |
| Friesland     | Leeuwarden       | het Bildt, Leeuwarderadeel, Menameradiel, Tytsjerksteradiel | 174.217    |
| Limburg       | Sittard-Geleen   | Beek, Stein | 147.647    |

## Definities in verschillende landen
Landen definiëren stadsgewesten op verschillende manieren:

### Europese Unie
Eurostat heeft een eenheid, de 'Functional Urban Area' gedefinieerd om de definities van stedelijke agglomeratie te harmoniseren, niet alleen over de EU heen, maar ook daarbuiten. De omschrijving van een 'Functional Urban Area' komt sterk overeen met die van een Belgisch stadsgewest.

### Verenigde Staten
De Amerikaanse overheid definieert verschillende categorieën agglomeraties:
- Core based statistical area (CBSA), een kerngebied dat sterk sociaal en economisch verbonden is
  - Metropolitan statistical area (MSA), een CBSA met meer dan 50.000 inwoners
  - Micropolitan statistical area (μSA), een CBSA tussen 10.000 en 50.000 inwoners
- Combined statistical area (CSA), aan elkaar grenzende CBSA's die sociaal en economisch met elkaar zijn verbonden

Een voorbeeld is Los Angeles, dat een CSA van 17,9 miljoen inwoners heeft bestaande uit de MSA's Los Angeles-Long Beach-Santa Ana (12,8 miljoen), Riverside-San Bernardino (4,2 miljoen) en Oxnard-Thousand Oaks-Ventura (1,1 miljoen).